# Sieglinde Bräuer
Sieglinde Bräuer, verheiratete Plattner, (* 13. September 1942 in Bad Hofgastein; † 19. Februar 2012 in Piesendorf) war eine österreichische Skirennläuferin. Sie erzielte zahlreiche Siege und Podestplätze bei internationalen Rennen und belegte den achten Platz im Slalom der Weltmeisterschaften 1962. Im letzten Jahr ihrer Karriere startete sie für Deutschland.

## Karriere
Zum Skirennsport kam Sieglinde Bräuer durch ihren Vater, der in den 1930er-Jahren selbst begeisterter Skirennläufer war. Auf nationaler Ebene zeigten sich erste Erfolge Bräuers, als sie von 1956 bis 1960 insgesamt neun österreichische Jugendmeistertitel gewann. International machte die damals 16-Jährige erstmals im Winter 1958/1959 auf sich aufmerksam, als sie mit dem Slalom von Innsbruck ihr erstes FIS-Rennen gewann und im Slalom von Crans-Montana sowie in den Riesenslaloms von Kirchberg und Albertville jeweils Zweite wurde. Im folgenden Winter konnte Bräuer wegen eines gebrochenen Beines nur an wenigen Rennen teilnehmen. Sie blieb ohne internationales Spitzenresultat, gewann aber neben ihren Erfolgen bei den österreichischen Jugendskimeisterschaften zwei Salzburger Landesmeistertitel im Slalom und in der Kombination. In den folgenden Jahren gelangen ihr wieder zahlreiche weitere Siege und Podestplätze in internationalen Rennen, allerdings meist bei schwächer besetzten FIS-B-Rennen. In der Saison 1960/1961 fuhr Bräuer vier Mal auf das Podest, unter anderem als Zweite im Slalom von Chamonix und im Riesenslalom von Arosa. Zudem stand sie erstmals bei den österreichischen Meisterschaften auf dem Podest. Bis 1965 gelangen ihr bei den nationalen Titelkämpfen insgesamt vier zweite und fünf dritte Plätze, aber kein Sieg. Nur 1964 gewann sie einen Riesenslalom, welcher als Ersatz für die Abfahrt ausgetragen wurde, aber nur zur Kombination zählte.
Im Winter 1961/1962 qualifizierte sich Bräuer mit zwei Podestplätzen (zweiter Platz im Slalom des Staufenpokals in Oberstaufen und dritter Platz im Slalom der Silberkrugrennen in  Bad Gastein) für die Weltmeisterschaften 1962 in Chamonix, wo sie nur im Slalom startete und den achten Platz erreichte. In der Saison 1962/1963 gewann sie den Slalom der Toni-Mark-Gedächtnisrennen in Zell am See und erreichte weitere vier Podestplätze, zum ersten und einzigen Mal auch in einer Abfahrt. Im Winter 1963/1964 gewann Bräuer einen Slalom am Ätna. Weitere Podestplätze gelangen ihr in Slalom und Riesenslalom am Puerto de Navacerrada. Einen möglichen Start bei den Olympischen Winterspielen 1964 verhinderte jedoch eine Verletzung, die sie kurz davor erlitten hatte. 
Neben Siegen bei den Salzburger Landesmeisterschaften in Slalom, Riesenslalom und Kombination feierte Bräuer in der Saison 1964/1965 ihre größten Erfolge bei der „Nordland-Tournee“ in Skandinavien: Sie gewann Slalom und Riesenslalom in Åre, Riesenslalom und Kombination in Gällivare und den Riesenslalom in Narvik. Innerhalb der Mannschaft des Österreichischen Skiverbandes gehörte sie jedoch nicht mehr zur ersten Gruppe. Da ihr eine Qualifikation für die Weltmeisterschaften 1966 innerhalb des österreichischen Teams nicht möglich schien, entschied sich Bräuer 1965 zum Deutschen Skiverband zu wechseln. Bräuer besuchte zu dieser Zeit die Hotelfachschule in Bad Reichenhall in Bayern, wodurch ihr ein Nationenwechsel möglich war. Nun für Deutschland startend, erzielte Bräuer im Winter 1965/1966 neben mehreren Podestplätzen zwei Siege im Slalom von Zell am See und im Riesenslalom von Saalfelden. An der während des europäischen Sommers ausgetragenen Weltmeisterschaft im chilenischen Portillo nahm sie dennoch nicht teil, da sie wegen einer Schwangerschaft ihre Karriere bereits beendet hatte.

## Erfolge

### Weltmeisterschaften
- Chamonix 1962: 8. Slalom

### FIS-Rennen
- 10 Siege:
  - Slalom in Innsbruck 1959
  - Slalom in Zell am See 1963
  - Slalom am Ätna 1964
  - Slalom und Riesenslalom in Åre 1965
  - Riesenslalom und Kombination in Gällivare 1965
  - Riesenslalom in Narvik 1965
  - Slalom in Zell am See 1966
  - Riesenslalom in Saalfelden 1966
- 16 zweite und 11 dritte Plätze

### Österreichische Meisterschaften
- Zweite Plätze: Abfahrt und Kombination 1961, Slalom 1962, Slalom 1965
- Dritte Plätze: Riesenslalom 1961, Kombination 1962, Kombination 1964, Riesenslalom und Kombination 1965